# Trommelwähler

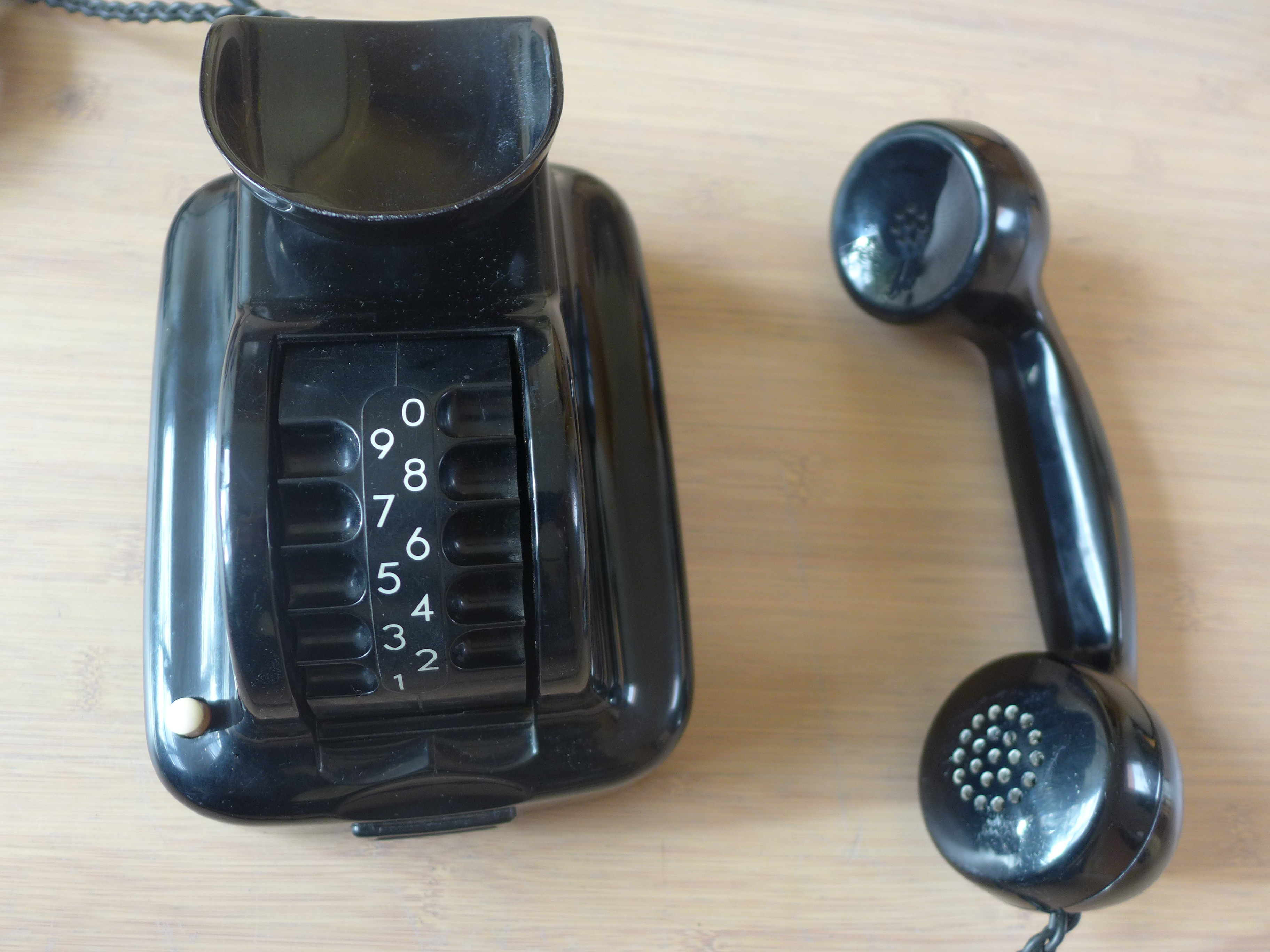
Trommelwähler Fg tist 261

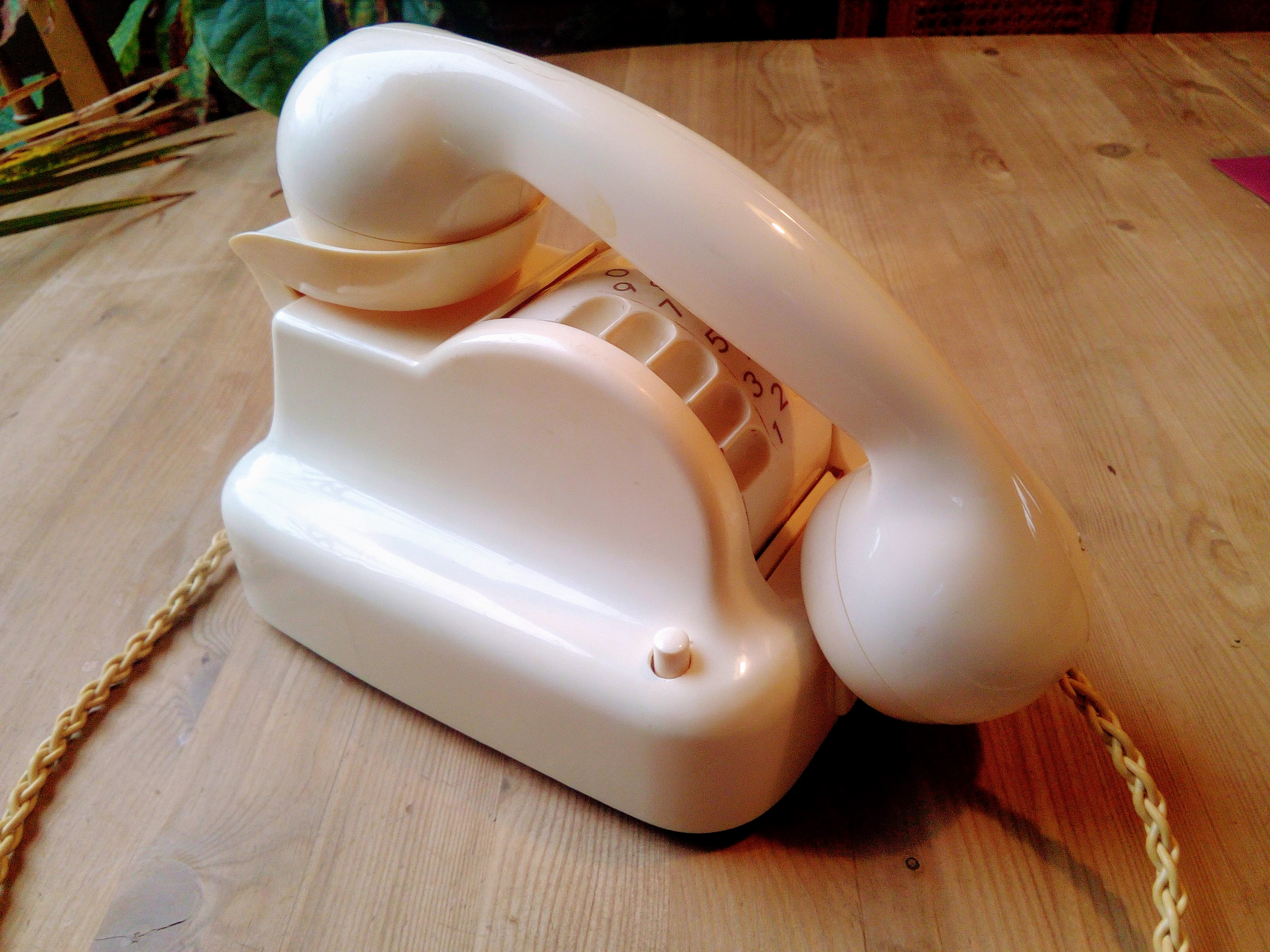
Trommelwähler Fg tist 264 Baujahr 1954. Gehäuse aus Polystyrol in Elfenbeinfarbe.

Der Trommelwähler oder auch Walzentelefon ist ein von der Firma Siemens & Halske in den 1950er-Jahren entwickeltes Telefon, das einen Zugnummernschalter in Bauform einer Trommel besitzt. Von Siemens wurde der umgangssprachlich genannte Trommelwähler, Fg tist 261 und Fg tist 264, als Fernsprechgerät Tischstation bezeichnet.

## Funktionsweise
Telefone mit Trommelwähler besitzen anstatt einer Wählscheibe einen Zylinder, der um eine waagerechte Achse drehbar ist. Die Trommel hat den zehn Ziffern entsprechend zehn Vertiefungen; der Benutzer steckt einen Finger in eine Vertiefung und dreht damit den Zylinder nach unten, bis der Anschlag erreicht ist. Nach dem Loslassen lief der Zylinder wieder zurück.

## Vermarktung
Da die Deutsche Bundespost den Trommelwähler nicht in ihr Sortiment aufnahm; konnten Teilnehmer diese Apparate nur privat erwerben. Telefone mit Trommelwähler wurden ausschließlich für den Anschluss an privaten Nebenstellenanlagen verkauft.
Wirtschaftlich waren die Trommelwähler wenig erfolgreich. Sie wurden daher nach wenigen Jahren durch das Nachfolgemodell Fg tist 282 ersetzt.

## Unterschiede Trommelwähler zum herkömmlichen Nummernschalter
Prinzipiell basiert der Trommelwähler auf einem Nummernschalter 38 mit einem zusätzlichen Getriebe, da die Ziffern auf einem Kreisbogen von etwa 90° anstatt den herkömmlichen 270° angeordnet sind. Die Blattfeder zum Aufziehen ist größer und stärker. Ebenfalls gibt es Unterschiede beim Kontaktblock. Die Trommel besteht aus Thermoplast.
Bereits in den 1930er Jahren hatte Siemens ein als Zugnummernschalter (auch: Gradzug- oder Geradezug-Nummernschalter) bezeichnetes Wählgerät für Vermittlungspulte eingeführt, welches gleichartig zu bedienen, jedoch anders konstruiert war.

## Bedienung

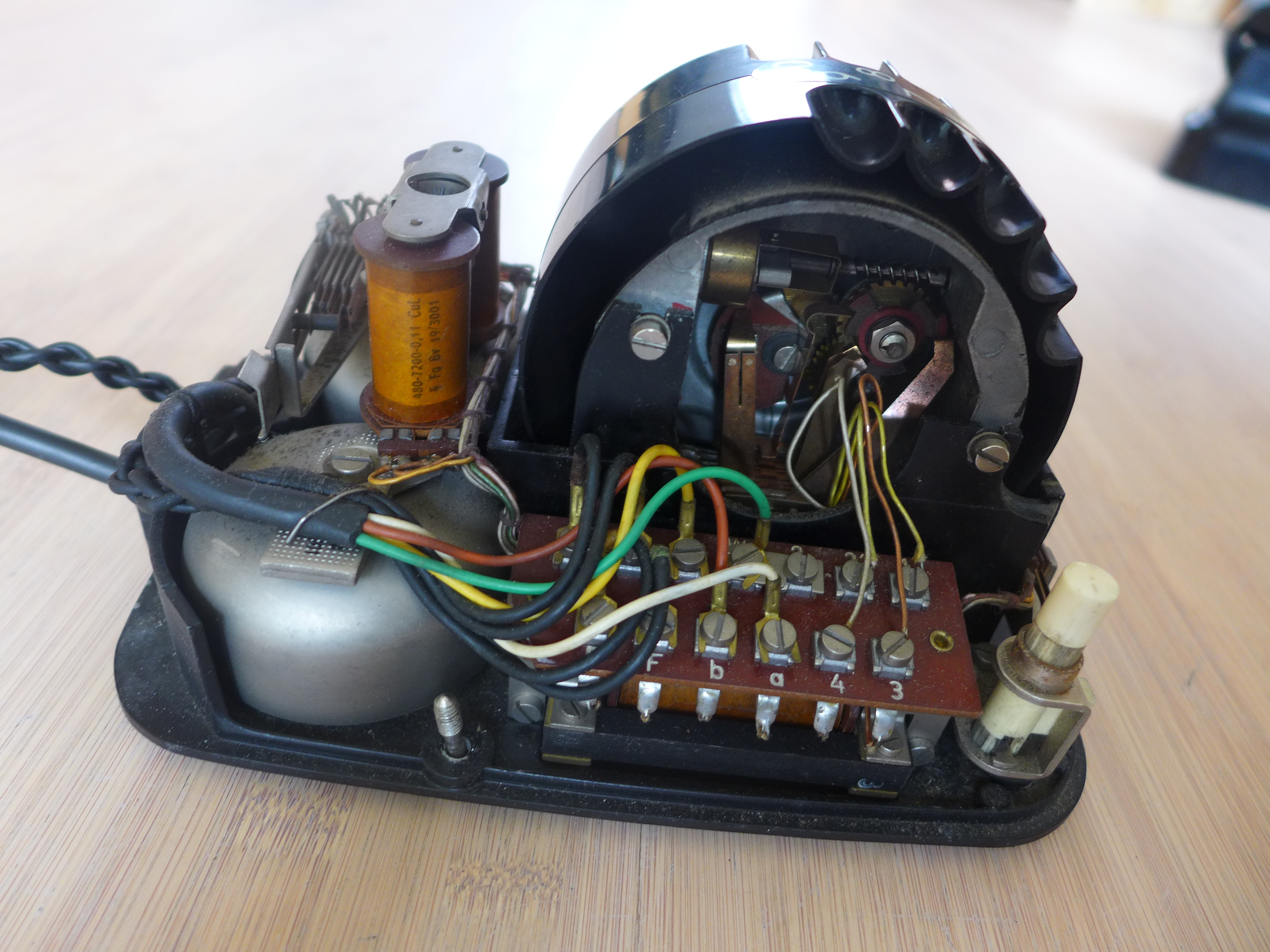
Geöffneter Telefonapparat mit Trommelwähler

Gegenüber der Wählscheibe wurde die Bedienung dadurch vereinfacht, dass der Benutzer für jede Ziffer mit dem Finger eine quasi lineare Bewegung auszuführen hatte anstelle der vergleichsweise mühsamen Kreisbewegung bei einer Wählscheibe.
Um die Vertiefungen größer zu gestalten, wurden die Mulden in zwei Reihen angeordnet: Gerade Zahlen rechts, ungerade links. Als nachteilig erwies sich jedoch, dass sich beim Wählen jeweils der Winkel des Fingers zur Wähltrommel änderte; dadurch führte der Trommelwähler häufig zu abgebrochenen Fingernägeln. Auch war der Endpunkt weniger präzise definiert als bei einer Wählscheibe; Fehlverbindungen waren bei ungeübten Benutzern häufiger. Bereits 1955 wurde die Produktion des Apparats deshalb von Siemens eingestellt.

## Versionen und Farben
Das in der Siemens-Nomenklatur als Fg tist 261 bezeichnete Modell erschien 1950. Die Gehäusekappe bestand entweder aus Bakelit (schwarz) oder Melaminharz (helle Elfenbeinfarbe). Besonders letzteres galt als bruchempfindlich. Ab 1953 änderte sich die Bezeichnung in Fg tist 264 und als Gehäusematerial wurde Polystyrol eingeführt. Aufgrund der besseren Eigenschaften dieses Kunststoffs konnten die Wandstärke verringert und zusätzliche Farben eingeführt werden. 
Neben den Standardfarben Schwarz und Elfenbein des Fg tist 261 gab es den Trommelwähler nun auch in Hellgrün (Resedagrün), Dunkelgrün, Kirschrot und in Maronrot. Insgesamt wurden 50.000 Trommelwähler hergestellt, eine relativ geringe Anzahl gegenüber anderen zeitgenössischen Modellen. Insbesondere die farbigen Varianten sind nur noch sehr selten zu finden.